# هواپیمایی بین‌المللی افغان جت
هواپیمایی بین‌المللی افغان جت (انگلیسی: Afghan Jet International) یک شرکت هواپیمایی افغانی است. این شرکت فعالیت خود را در آوریل ۲۰۱۴ آغاز کرد و پروازهایی داخلی از پایگاه خود، فرودگاه بین‌المللی حامد کرزی ارائه می‌دهد.

## مقصدها
افغان جت به شهرهای زیر پرواز دارد (براساس داده‌های اوت ۲۰۱۴):
|  | پایگاه |